# Eustrotia confluens
Eustrotia confluens är en fjärilsart som beskrevs av Otto Staudinger. Eustrotia confluens ingår i släktet Eustrotia och familjen nattflyn. Inga underarter finns listade i Catalogue of Life.